# Alan Tyson
Alan Walker Tyson CBE FBA (27 ottobre 1926 – 10 novembre 2000) è stato un musicologo britannico, specializzato in studi di musica di Wolfgang Amadeus Mozart e Ludwig van Beethoven.
Era Senior Research Fellow presso l'All Souls College, Oxford, e Fellow della British Academy.
Una delle sue pubblicazioni più celebri fu Mozart: Studi di autografi dei punteggi, i cui capitoli dettagliato studio delle filigrane a autografi di Mozart come metodo di datazione dei punteggi. Questo libro comprende anche diverse scoperte Tyson, come il vero finale al Rondo in A per pianoforte e orchestra, K. 386, che in precedenza era stato conosciuto solo in un completamento arrangiata per pianoforte solo di Cipriani Potter e pubblicato nel 1837. Tyson anche ha stabilito che la versione standard del secondo movimento del Concerto per corno di Mozart in D, K. 412/514, è stato effettivamente completato dopo la morte di Mozart dal suo allievo Franz Xaver Süssmayr.
Inoltre, Tyson curato una serie notevole di volumi intitolata Beethoven Studies. Il suo interesse per le filigrane e studi di carta su punteggi Beethoven in realtà ha preceduto il suo coinvolgimento in quelle di Mozart.
Prima di diventare intensamente coinvolto in musicologia, Tyson era Docente di Psicopatologia e Psicologia dello Sviluppo presso Oxford dal 1968 al 1970. È stato coeditore di The Standard Edition dei completi psicologici Opere di Sigmund Freud per il quale ha anche tradotto alcuni testi, in particolare Leonardo da Vinci, un ricordo della sua infanzia e la Psicopatologia della vita quotidiana. Aveva letto Moderations classica e Greats presso l'Università di Oxford, e della medicina presso l'University College Hospital.
Fonti